# Râul Valea Neagră, Crișul Repede
Râul Valea Neagră este un curs de apă, afluent al râului Crișul Repede. Se formează la confluența brațelor Valea Crișului și Valea Seacă.

## Hărți
- Harta Munții Pădurea Craiului  Arhivat în 16 ianuarie 2010, la Wayback Machine.